# Distrito de Vischongo
El distrito de Vischongo es uno de los ocho distritos que conforman la provincia de Vilcas Huamán, ubicada en el Departamento de Ayacucho, perteneciente al Departamento de Ayacucho, Perú.
Limita por el norte con los distritos de Acocro, provincia de Huamanga y Ocros, provincia de Huamanga; por el sur con el distrito de Colca, provincia de Víctor Fajardo; por el este con los distritos de Concepción y Vilcas Huamán, provincia de Vilcas Huamán y; por el oeste con los distritos de Chiara de provincia de Huamanga y Cangallo de la provincia de Cangallo

## Historia
Vischongo es un distrito que existió desde la época preincaica, en pleno auge de la Cultura Chanca y es mencionada como un centro poblado ya desde la época de la conquista por cronistas de la época. Antes formó parte de la provincia de CangalloVischongo wischoq sonqo palabra quechua que significa bota corazones distrito de Vischongo provincia de vilcas Huamán del departamento de Ayacucho lo más importante de Vischongo es su historia como el intihuatana centro arqueológico con construcciones de los incas. El santuario nacional TIKANKAYUQ sitio donde crecen las TIKANKAS .TIKANKA palabra quechua que significa FLOR QUEMADA. O PUYAS DE RAYMONDI plantas muy raras que crece en las altas punas de Vischongo crecen cuando se queman y florecen una sola vez con flores exóticas de color blanco y rosadas muy perfumadas...!!!.  .

## Toponimia
La palabra Vischongo, podría provenir de dos palabras: "Wischuq Soncco", que se interpretaría como " el bota corazones". No se sabe con exactitud las palabras de las cuales proviene, lo único cierto es que "Vischongo" es una palabra castellanizada de una expresión quechua.

## Lugares de interés

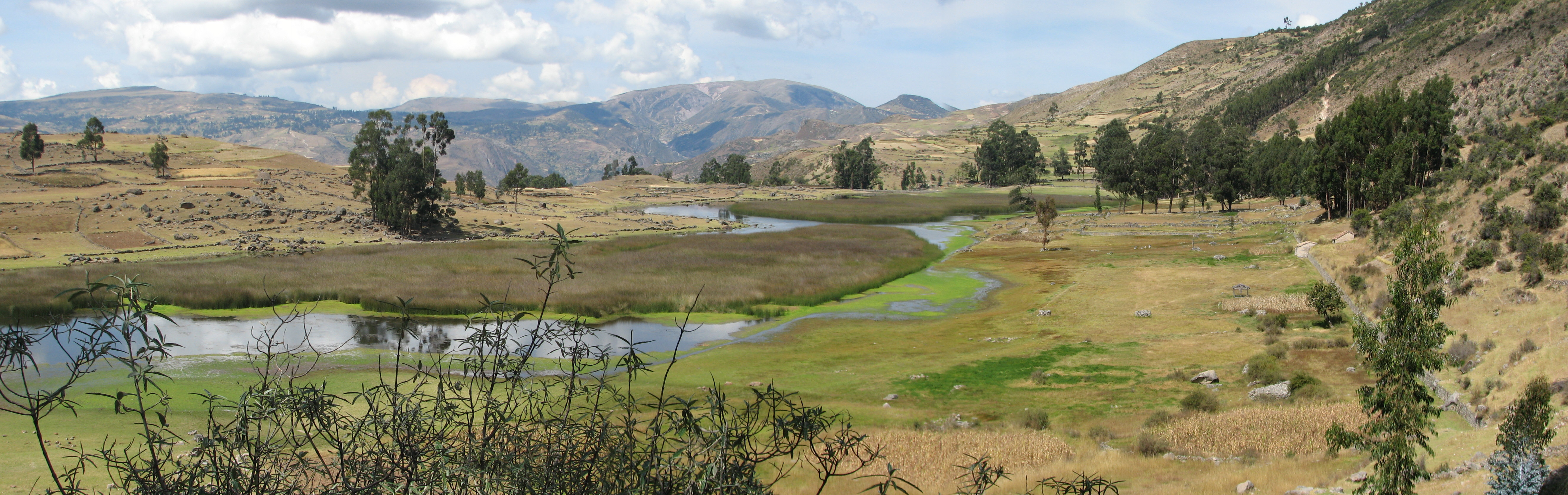
Laguna de Pumacocha

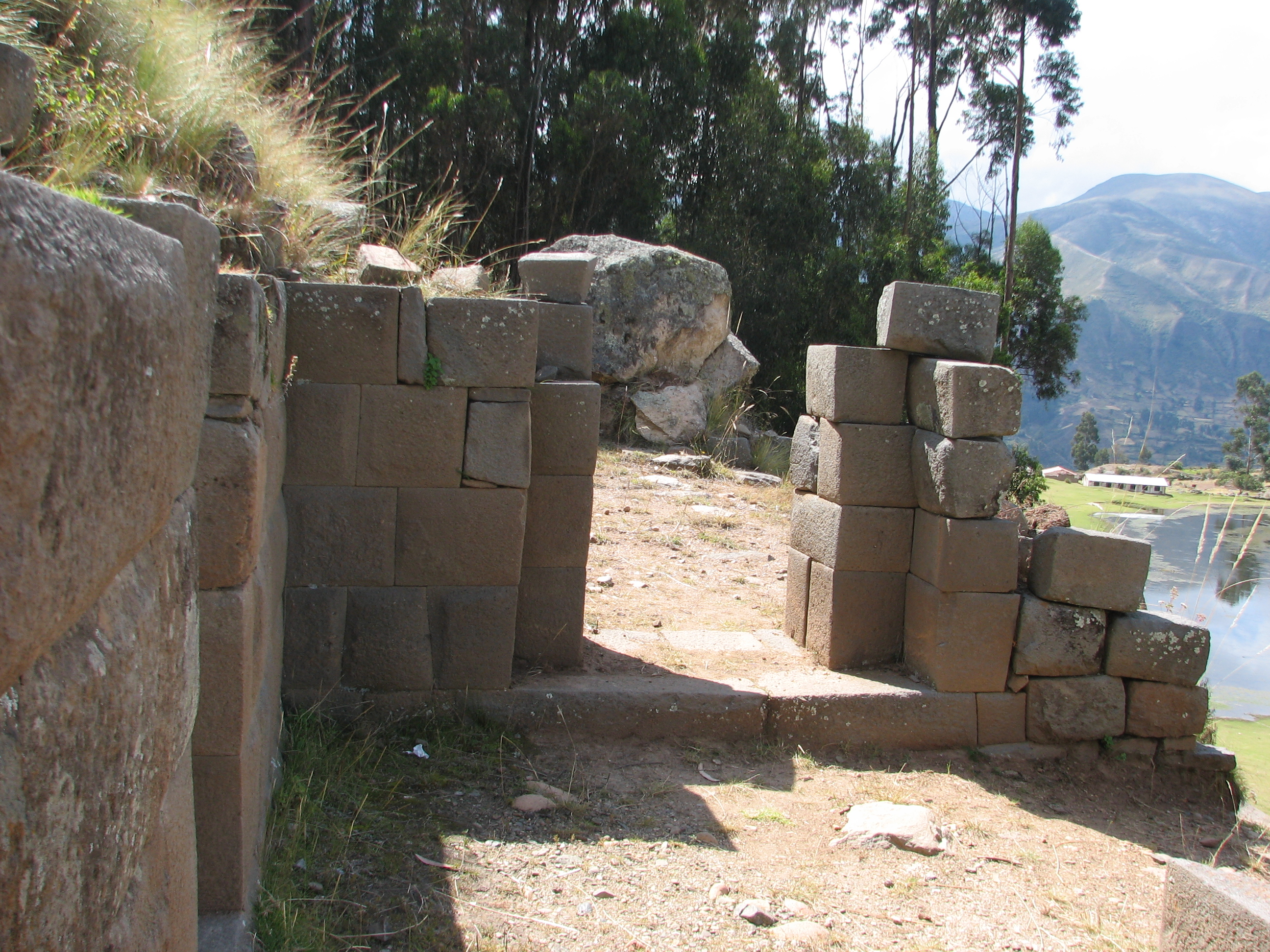

- Área de conservación regional Bosque de Puya Raymondi-Tikankayocc: Dentro del territorio del distrito se encuentra "Tikankayocc", que es el bosque más grande, que existe en el mundo, las "tikankas" o "Puyas de Raimondi".  esta en las alturas del distrito de vischongo un ecosistema único en el que habitan zorros, halcones, venados y otras especies. como también existen plantas de la zona ichus, chachacomas, jillwinchu y otras plantas exóticas.
- Intihuatana de Pomacochas: Sobre la margen derecha del río "Vischongo" se encuentra el centro arqueológico de "Intihuatana", justamente a orillas de una bella laguna del mismo nombre. Dichos restos arqueológicos corresponden a construcciones Incas de carácter residencial, entre las cuales resalta el reloj solar o "intihuatana", que le da su nombre al área. También allí existe un palacio Inca, así como unos baños, en cuya base se encuentra una piedra labrada de 17 ángulos.

## División administrativa

### Centros poblados
- Urbanos
  - Vischongo, con 736 hab.
  - Qollpacucho, con 406 hab.
- Rurales:
  - Añaycancha, con 207 hab.
  - Pomacocha, con 544 hab
  - Ccachubamba, con 215 hab.
  - Patahuasi, con 174 hab.
  - Qocha, con 232 hab.
  - San José de Pucaraccay, con 169 hab.
  - Pallccachancha .....
  - Umaro San Antonio, con 181 hab.
  - Paqcha .....
  - Chiribamba ....
  - Teccoybamba ....
  - Huayrapata ....

## Capital

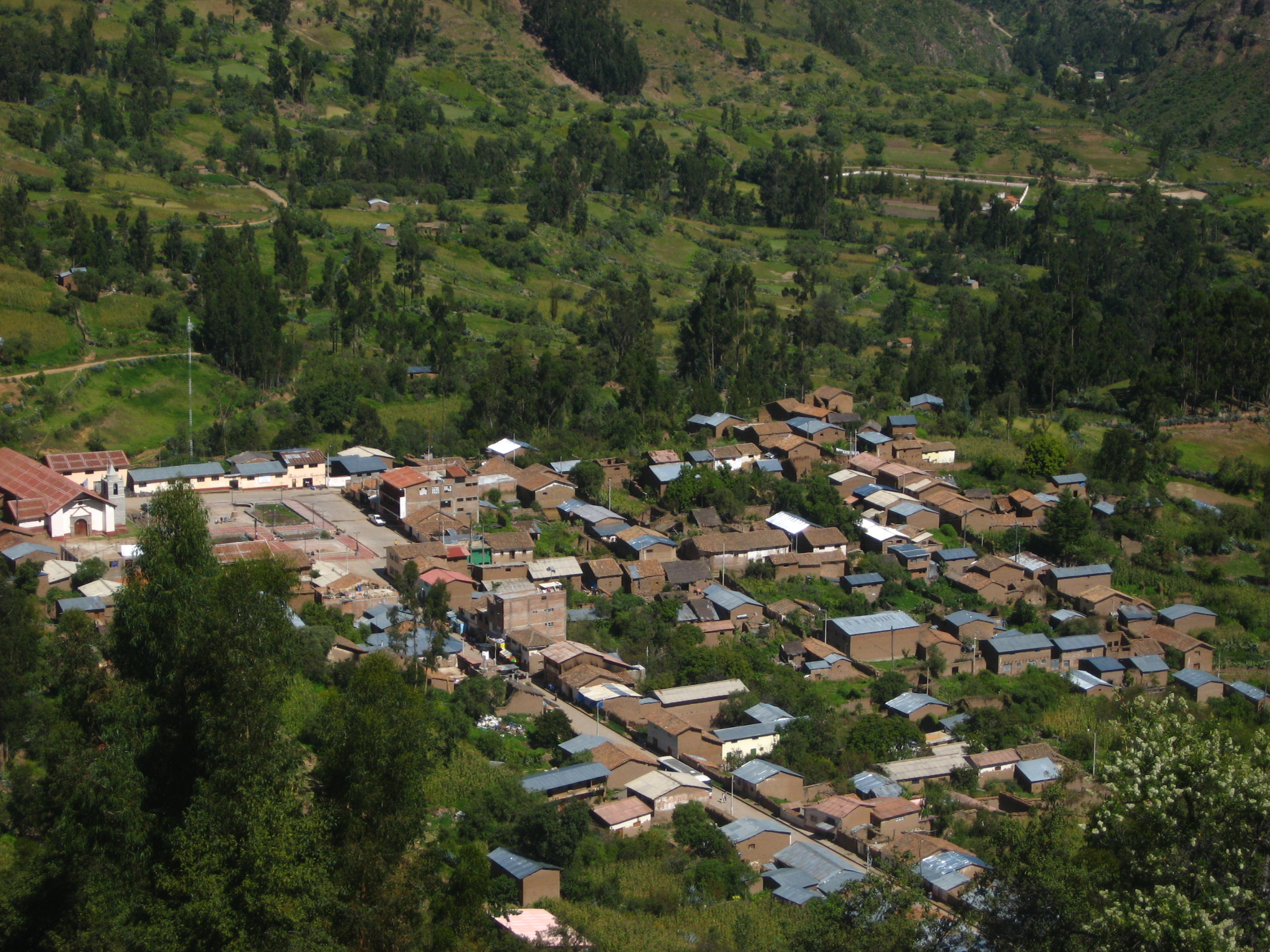
Vischongo

Su capital es el centro poblado de Vischongo, a los 3.140 m s. n. m.

## Población
Según el censo de 2005, el distrito de Vischongo, tiene una población de 4625 hab. Esto según censo de 2005.

## Área
El distrito de Vischongo tiene un área de 247,55 km².

## Autoridades

### Alcaldes
- 2019 - 2022[1]
  - Alcalde: Rubén Prado Díaz, de Qatun Tarpuy.
  - Regidores:

  1. Cipriano Hernán Medrano Taboada (Qatun Tarpuy)
  2. Marcial Palomino Chávez (Qatun Tarpuy)
  3. Jesús Ochante Hinostroza (Qatun Tarpuy)
  4. Yheny Danitza Bellido Ayala (Qatun Tarpuy)
  5. Miguel Morales Chuchón (Movimiento Regional Gana Ayacucho)